# Placówka Straży Celnej „Kopanica”

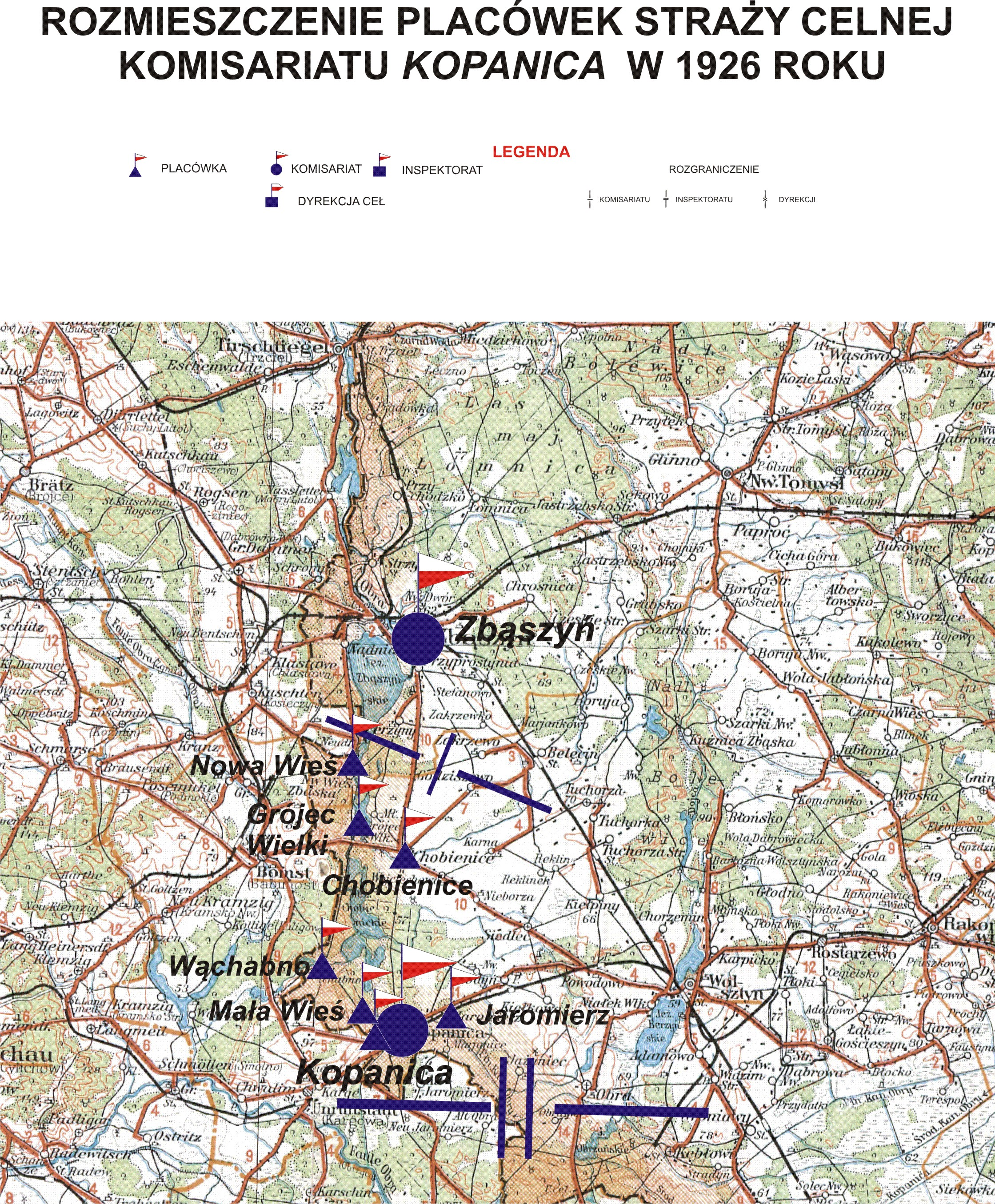
Rozmieszczenie placówek Straży Celnej Komisariatu Kopanica

Placówka Straży Celnej „Kopanica” – jednostka organizacyjna Straży Celnej pełniąca w okresie międzywojennym służbę ochronną na granicy polsko-niemieckiej.

## Formowanie i zmiany organizacyjne
Na wniosek Ministerstwa Skarbu, uchwałą z 10 marca 1920 roku, powołano do życia Straż Celną. Od połowy 1921 roku jednostki Straży Celnej rozpoczęły przejmowanie odcinków granicy od pododdziałów Batalionów Celnych.  W 1921 roku w Zbąszyniu stacjonował sztab 1 kompanii 17 batalionu celnego. Kompania wystawiała między innymi placówkę w Kopanicy. Proces tworzenia Straży Celnej trwał do końca 1922 roku. Placówka Straży Celnej „Kopanica” weszła w podporządkowanie komisariatu Straży Celnej „Kopanica” z Inspektoratu SC „Międzychód”.
W drugiej połowie 1927 roku przystąpiono do gruntownej reorganizacji Straży Celnej. W praktyce skutkowało to rozwiązaniem tej formacji granicznej. Ochronę północnej, zachodniej i południowej granicy państwa przejęła powołana z dniem 2 kwietnia 1928 roku Straż Graniczna.
Rozkazem nr 3 z 25 kwietnia 1928 roku w sprawie organizacji Wielkopolskiego Inspektoratu Okręgowego dowódca Straży Granicznej gen. bryg. Stefan Pasławski powołał komisariatu SG „Wolsztyn”. Placówka Straży Granicznej I linii „Kopanica” znalazła się w jego strukturze.

## Funkcjonariusze placówki
Kierownicy placówki
| stopień          | imię i nazwisko, numer     | okres pełnienia służby | kolejne stanowisko |
| ---------------- | -------------------------- | ---------------------- | ------------------ |
| starszy strażnik | Aleksander Repiński (1264) | był w 1926             |                    |

Obsada personalna placówki w 1926:
- starszy strażnik Aleksander Repiński (1264)
- strażnik Jan Michalak (2993)
- strażnik Leon Konieczny (306)
- strażnik Feliks Dziurla (507)
- strażnik Jan Machowina (1924)
- strażnik Marcin Grzeliński (1108)